# Deromyia bilineatus
Deromyia bilineatus är en tvåvingeart som först beskrevs av Friedrich Hermann Loew 1866.  Deromyia bilineatus ingår i släktet Deromyia och familjen rovflugor.
Artens utbredningsområde är Kuba. Inga underarter finns listade i Catalogue of Life.